# Liste der Bahnhöfe und Haltestellen in Lissabon
Diese Liste führt alle Bahnhöfe und Haltestellen in der portugiesischen Hauptstadt Lissabon auf. Nicht aufgelistet sind die Stationen der Straßenbahn Lissabon, der Standseilbahnen in Lissabon und der Metro Lissabon.
| Bahnhof/Station | Freguesia                  | Bahnstrecken                                             | Bemerkungen                                                   |
| --------------- | -------------------------- | -------------------------------------------------------- | ------------------------------------------------------------- |
| 5 de Outobro    | Nossa Senhora de Fátima    | Linha de Cintura                                         | stillgelegt                                                   |
| Alcântara-Mar   | Alcântara                  | Linha de Cascais                                         |                                                               |
| Alcântara-Terra | Alcântara                  | Linha de Cintura                                         |                                                               |
| Belém           | Belém                      | Linha de Cascais                                         |                                                               |
| Benfica         | Benfica                    | Linha de Sintra, Verbindungskurve Benfica–Sete Rios      |                                                               |
| Braço de Prata  | Marvila                    | Linha do Norte, Linha de Cintura                         |                                                               |
| Cais do Sodré   | São Paulo                  | Linha de Cascais                                         | Kopfbahnhof                                                   |
| Campolide       | Campolide                  | Linha de Cintura, Linha do Sul, Linha de Sintra          | Besteht eigentlich aus zwei Teilen, Campolide und Campolide-A |
| Chelas          | Marvila                    | Linha de Cintura, Verbindungskurve Chelas–Santa Apolónia |                                                               |
| Cruz da Pedra   | São Domingos de Benfica    | Linha de Sintra                                          | stillgelegt                                                   |
| Entrecampos     | Nossa Senhora de Fátima    | Linha de Cintura                                         |                                                               |
| Laranjeiras     | São Domingos de Benfica    | Linha de Cintura                                         | stillgelegt                                                   |
| Marvila         | Marvila                    | Linha de Cintura                                         |                                                               |
| Oriente         | Olivais                    | Linha do Norte                                           |                                                               |
| Pedrouços       | Belém                      | Linha de Cascais                                         | stillgelegt                                                   |
| Rego            | Nossa Senhora de Fátima    | Linha de Cintura                                         | stillgelegt                                                   |
| Roma-Areeiro    | Alvalade/São João de Brito | Linha de Cintura                                         |                                                               |
| Rossio          | Santa Justa                | Linha de Sintra                                          | Kopfbahnhof                                                   |
| Santa Apolónia  | Santa Engrácia             | Linha do Norte, Verbindungskurve Chelas–Santa Apolónia   | Kopfbahnhof                                                   |
| Santos          | Santos-o-Velho             | Linha de Cascais                                         |                                                               |
| São Domingos    | São Domingos de Benfica    | Linha de Sintra                                          | stillgelegt                                                   |
| Sete Rios       | São Domingos de Benfica    | Linha de Cintura, Verbindungskurve Benfica–Sete Rios     | Alternativname Sete Rios (Jardim Zoológico)                   |